# Hortobágy (Hortobágy-Berettyó)
Der Hortobágy ist ein Fluss, der im Hortobágyi-Nationalpark in die Hortobágy-Berettyó übergeht.

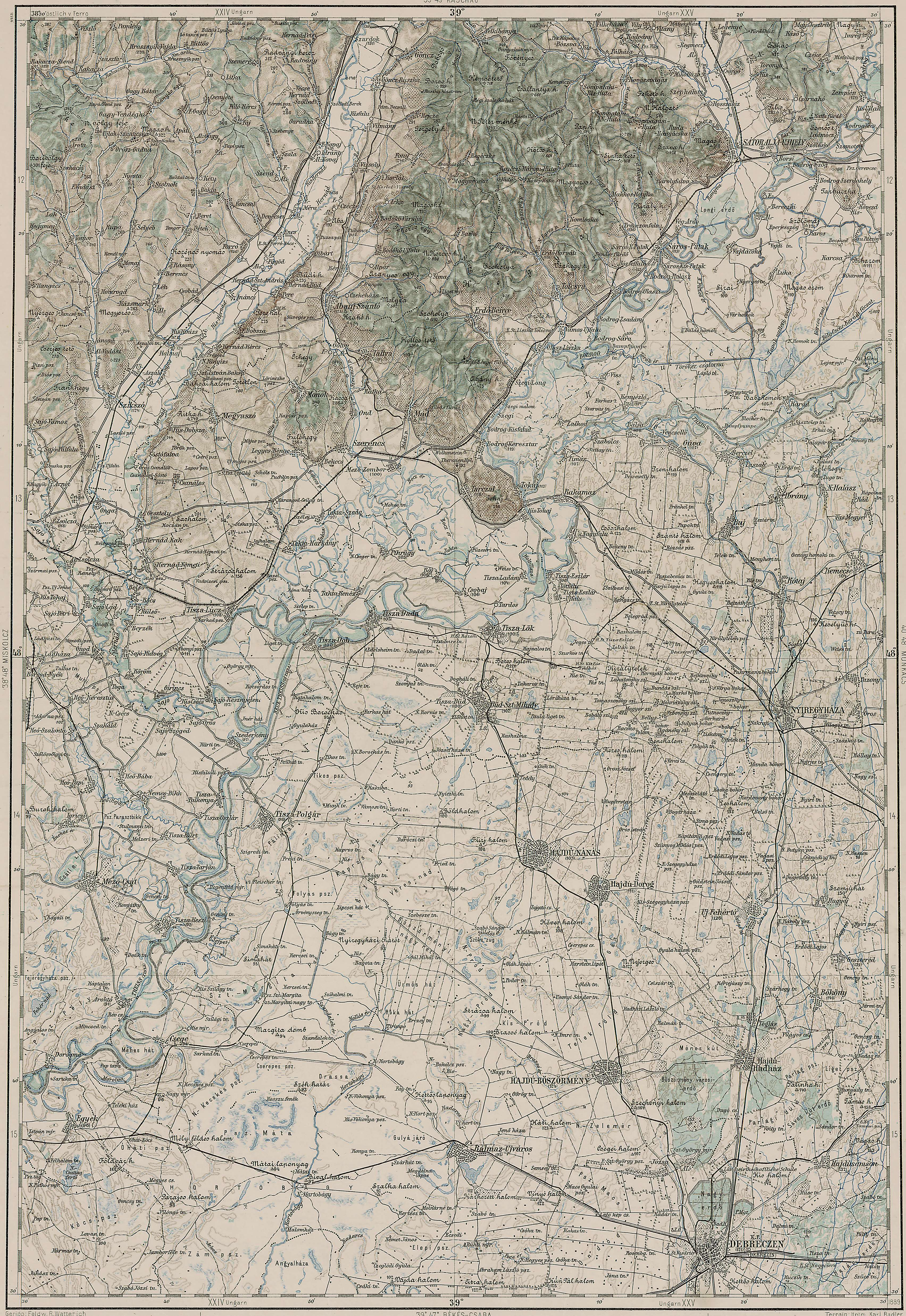
Quelle (N 47° 42'; O 38° 52') um 1892 (Aufnahmeblatt der Franzisco-Josephinischen Landesaufnahme)
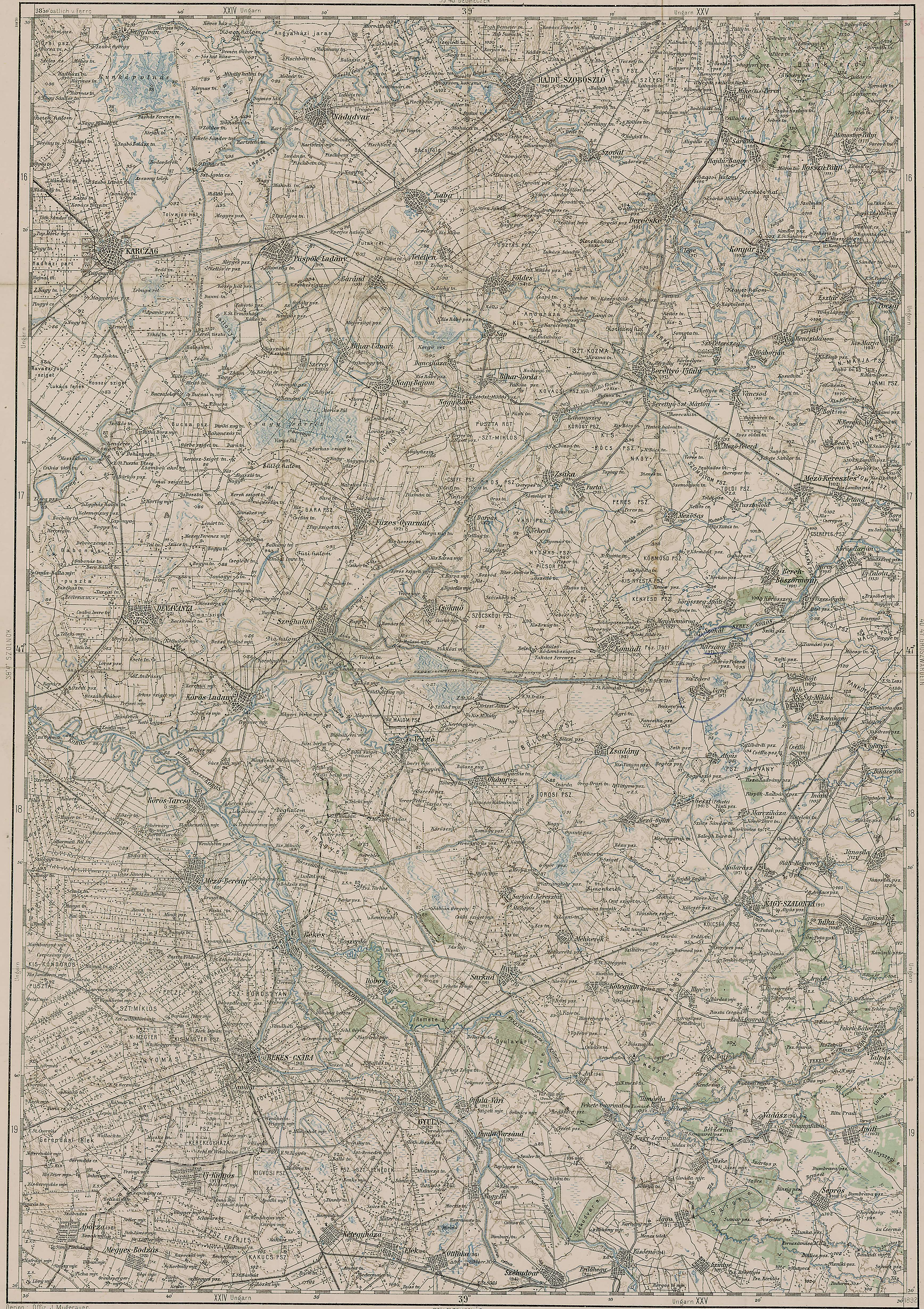
Mündung (N 47° 22'; O 38° 41') um 1892 (Aufnahmeblatt der Franzisco-Josephinischen Landesaufnahme)